# Jimmie Taylor

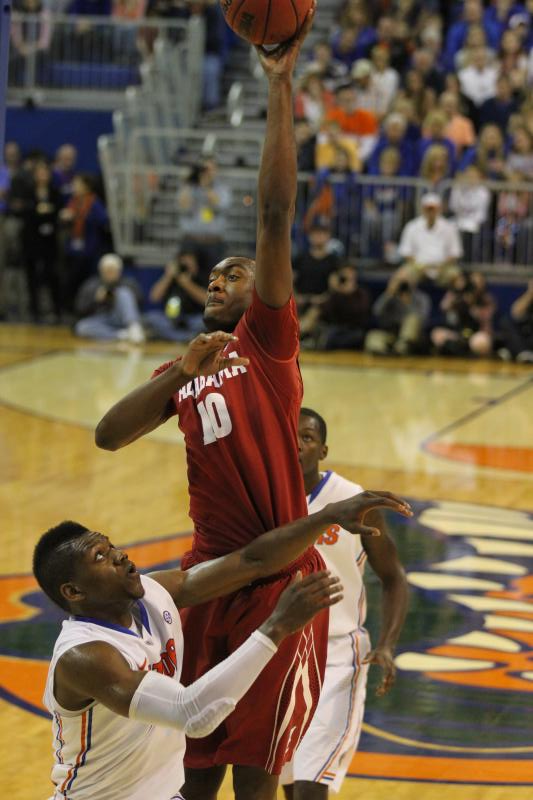
Jimmie Taylor

Jimmie Taylor (ur. 3 września 1995 w Eutaw) – amerykański koszykarz, występujący na pozycji środkowego, obecnie zawodnik Polskiego Cukru Pszczółki Startu Lublin.
W latach 2013–2017 studiował na uniwersytecie Alabama, gdzie rozegrał cztery sezony w zespole Alabama Crimson Tide. W ostatnim roku zdobywał 5 punktów i zbierał 3,7 piłki w 18 minut gry. W sezonie 2017/2018 grał w G-League (zaplecze NBA) w zespole Sioux Falls Skyforce, gdzie zdobywał 7 punktów, 5,5 zbiórki i 1,9 bloku.
W latach 2018–2019 grał w greckim Panioniosie BC Ateny, dla którego rozegrał 16 meczów, 8 w pierwszej piątce. W greckiej ekstraklasie notował średnio 7 punktów, 5,3 zbiórki i 1,3 bloku w 21 minut, w 16 rozegranych meczach. Ostatni mecz rozegrał 2 lutego.
15 marca 2019 podpisał kontrakt ze Spójnią Stargard. 25 września dołączył do TBV Startu Lublin.
29 czerwca 2020 został zawodnikiem francuskiego Champagne Chalons-Reims Basket. 29 czerwca 2021 dołączył po raz kolejny w karierze do Pszczółki Startu Lublin.

## Osiągnięcia
Stan na 21 lutego 2022.
- Wicemistrz Polski (2020)
- Finalista Pucharu Polski (2022)[7]